# Аріма Харунобу
Арі́ма Харуно́бу　(яп. 有馬晴信, ありまはるのぶ, МФА: [aɾʲima haɾunobu]; 1567 — 5 червня 1617) — японський державний і політичний діяч, самурайський полководець.
Господар замку Хіное в провінції Хідзен.
Прийняв хрещення в молодому віці. Християнське ім'я — Жоан-Протазіо.
1582 року, спільно з Отомо Соріном й Омурою Сумітадою спорядив перше японське посольство до Риму.
Учасник японсько-корейської війни 1592–1598 років.